# 生殖细胞系
生殖细胞系（germline，germ line）又称生殖细胞谱系、种系、胚系、生殖系、生殖株，是一個生物学及遗传学的名詞，指生殖细胞（germ cell）的谱系，即多细胞生物中能发育成生殖细胞以繁殖后代的细胞群体，其包括单倍体配子及最终能分化成配子的原始生殖细胞。

## 參看
- 生殖系突变
- 表觀遺傳學
- 奥古斯特·魏斯曼
- Germ line development（英语：Germ line development）
- Germinal choice technology（英语：Germinal choice technology）
- Weismann barrier（英语：Weismann barrier）